# Honky Château
Honky Château é o quinto álbum de estúdio do cantor e compositor britânico Elton John, lançado em 1972.
Em 2003, o álbum foi classificado como sendo o número 357 na lista da revista Rolling Stone dos 500 maiores álbuns de todos os tempos. Este foi o último álbum de Elton John distribuído pelo selo Uni Records. A partir de então o cantor passaria a ter seus discos lançados nos Estados Unidos e Canadá pela gravadora MCA. Este e os trabalhos anteriores de Elton John lançados pela Uni foram reeditados pela MCA posteriormente.
Este é o primeiro álbum desde o disco de estréia (Empty Sky) onde não há qualquer presença de cordas nas músicas, exceto pela participação do violinista Jean-Luc Ponty nas faixas "Mellow" e "Amy". Também marca o início de sua transição de um cantor e compositor no molde de James Taylor, Leon Russell e Carole King para um estilo rock, que se torna mais evidente em álbuns como Goodbye Yellow Brick Road, Caribou e Rock of the Westies.

## Faixas

### Lado 1
1. "Honky Cat" – 5:13
2. "Mellow" – 5:32
3. "I Think I'm Gonna Kill Myself" – 3:35
4. "Susie (Dramas)" – 3:25
5. "Rocket Man" – 4:41

### Lado 2
1. "Salvation" – 3:58
2. "Slave" – 4:22
3. "Amy" – 4:03
4. "Mona Lisas and Mad Hatters" – 5:00
5. "Hercules" – 5:20